# Xã Westfield, Quận Morrow, Ohio
Xã Westfield (tiếng Anh: Westfield Township) là một xã thuộc quận Morrow, tiểu bang Ohio, Hoa Kỳ. Năm 2010, dân số của xã này là 1.177 người.